# Кон Сан Джон
Кон Санджон (кор. 공상정) или Кун Сянчжэ́нь (кит. трад. 孔尙貞, р. 22 июня 1996) — южнокорейская шорт-трекистка китайского происхождения, чемпионка Олимпийских игр.
Дед Кон Санджон в своё время переехал в Южную Корею с Тайваня, сохранив при этом гражданство Китайской Республики. Её отец и мать выросли в Чхунчхоне, сохраняя при этом гражданство Китайской республики. Сама Кун Сянчжэнь от рождения также обладала тайваньским гражданством, но когда она в 2010 году прошла отбор на чемпионат мира по шорт-треку среди юниоров, то выяснилось, что она не может выступать от Республики Корея из-за отсутствия гражданства. Благодаря пересмотренному закону, разрешившему в особых случаях наличие двойного гражданства, Министерство юстиции Республики Корея предоставило ей в декабре 2011 года южнокорейское гражданство
В 2014 году на Олимпийских играх в Сочи Кон Санджон стала обладательницей золотой медали в эстафете.